# Kamimuria turbinata
Kamimuria turbinata és una espècie d'insecte pertanyent a la família dels pèrlids que es troba a Àsia: Indoxina.